# Jean-Jacques Perrissin
Jean-Jacques Perrissin (?, 1536? - Lyon, 1616 ou 1617) est un artiste français, peintre, graveur et architecte. Il est connu notamment pour son rôle dans la réalisation du recueil des Quarante Tableaux, et est l'un des peintres les plus marquants du XVIe siècle avec Jean Maignan.

## Biographie
Jean-Jacques Perrissin est mentionné pour la première fois à Lyon en 1561. Il a sept enfants connus, baptisés soit à Saint-Pierre le Vieux soit à Saint-Nizier. Il a habité rue de la Gerbe et rue Mercière. Il participe entre 1566 et 1608 à la réalisation des entrées solennelles, mandaté par le consulat. Il réalise en particulier une partie du décor du bateau fait pour l'entrée d'Henri III. En 1595, il réalise avec Jean Maignan et sous la direction de Pierre Matthieu les décors de l'entrée d'Henri IV. Il illustre également le brevet de la cérémonie. En 1598, il est sollicité, toujours avec Maignan, pour organiser la fête qui célèbre la paix de Vervins.
Il a pu avoir un rôle, comme architecte ou comme peintre, dans la construction du Temple du Paradis à Lyon, lieu de culte bâti par les protestants à partir de 1564 et détruit en septembre 1567 au début de la seconde guerre de religion ; on a conservé en effet deux dessins de sa main qui représentent ce temple, une vue intérieure et une vue extérieure. Ces dessins semblent être la base la plus sûre pour reconstituer le corpus d'œuvre de Perrissin. Le tableau Le Temple de Paradis lui est attribué.
Il se réfugie par la suite à Genève, où il se trouve le 18 avril 1569 lors de la signature du contrat de commande des Quarante Tableaux, qu'il réalise avec Jacques Tortorel. Publié en 1569-1570 à Genève par Jean de Laon, cet ouvrage relate les guerres de religion sous un angle favorable aux protestants. Les gravures signées ou co-signées avec Tortorel de cet ouvrage sont pourtant éloignées stylistiquement des dessins signés représentant le temple du Paradis. Frédéric Elsig, à la suite de Sara Petrella, en concluent qu'il a dû lors de ce travail reprendre les modèles d'un autre artiste.
Jean-Jacques Perrissin est, avec plusieurs autres artistes tel Pierre Eskrich, à cheval entre Lyon et Genève, et dans une zone confessionnelle floue à Lyon, où peut un certain temps survivre une certaine indétermination religieuse. Il décède à la fin de 1616 ou au début de 1617 car ses héritiers payent le legs qu'il fait à l'Aumône générale.

## Œuvres
- Deux dessins du temple dit du Paradis.
- Gravures de : Premier volume contenant quarante tableaux ou histoires diverses qui sont mémorables touchant les guerres, massacres et troubles advenus en France en ces dernières années. Le tout recueilli selon le tesmoignage de ceux qui y ont esté en personne...,, dit les Quarante Tableaux

Avec l'aide de Jacques Tortorel.
- Illustrations du brevet de l'entrée solennelle d'Henri IV.

Avec l'aide de Jean Maignan.
- La Guerre bannie, dans un livret de Pierre Matthieu.

## Galerie

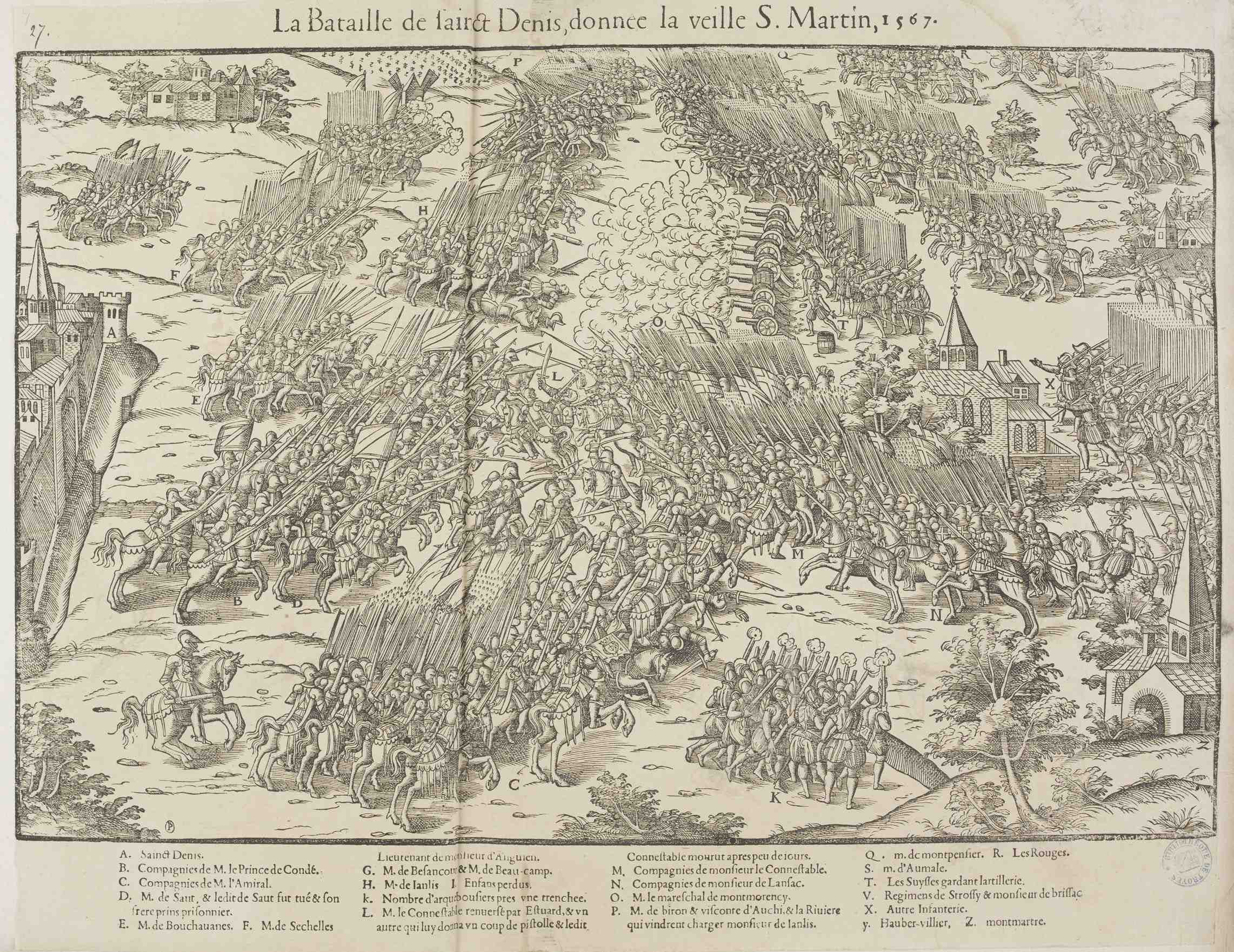
Bataille de Saint-Denis.
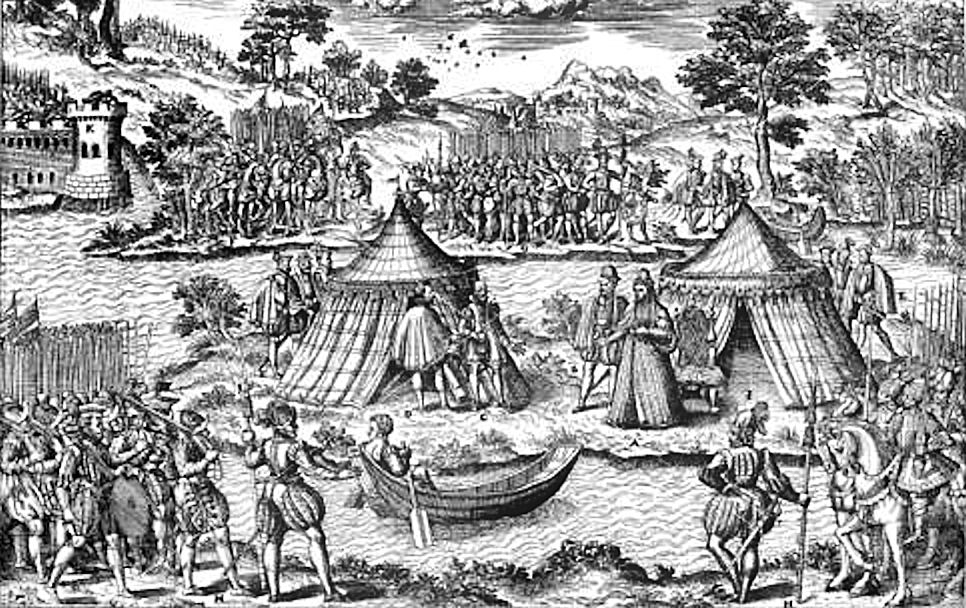
Paix d'Amboise.
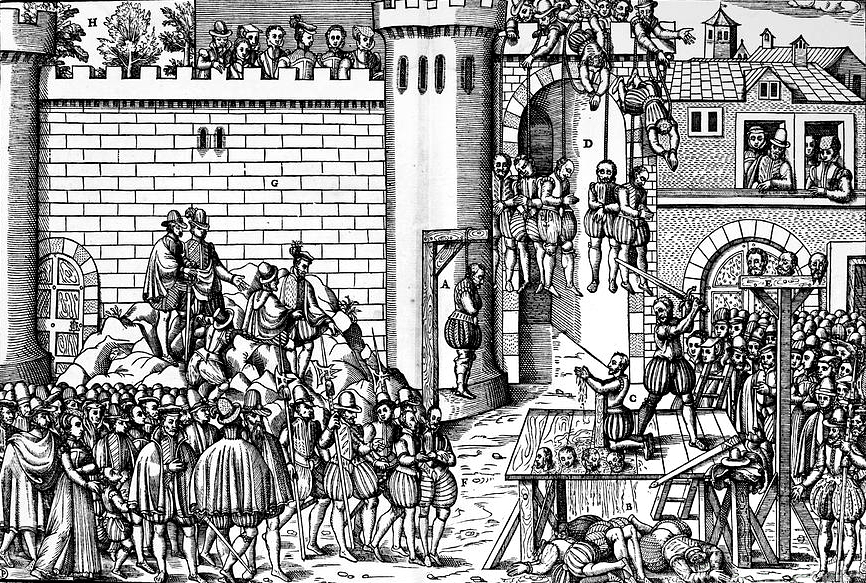
Conjuration d'Amboise.
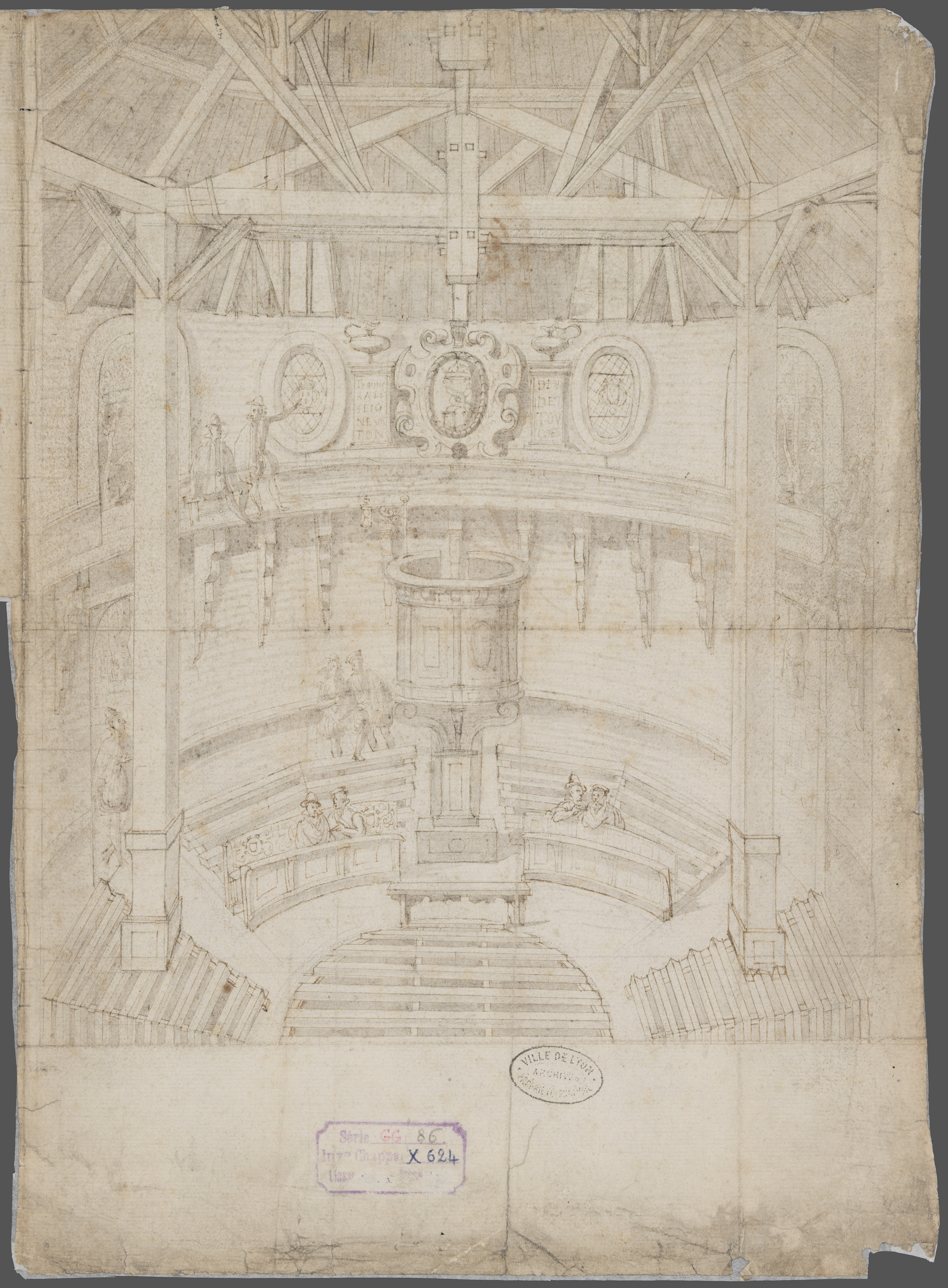
Temple du Paradis.